# Pennock (Minnesota)
Pennock es una ciudad ubicada en el condado de Kandiyohi en el estado estadounidense de Minnesota. En el Censo de 2010 tenía una población de 508 habitantes y una densidad poblacional de 185,74 personas por km².

## Geografía
Pennock se encuentra ubicada en las coordenadas 45°8′45″N 95°10′29″O / 45.14583, -95.17472. Según la Oficina del Censo de los Estados Unidos, Pennock tiene una superficie total de 2.74 km², de la cual 2.74 km² corresponden a tierra firme y (0%) 0 km² es agua.

## Demografía
Según el censo de 2010, había 508 personas residiendo en Pennock. La densidad de población era de 185,74 hab./km². De los 508 habitantes, Pennock estaba compuesto por el 91.54% blancos, el 0% eran afroamericanos, el 0% eran amerindios, el 1.38% eran asiáticos, el 0% eran isleños del Pacífico, el 3.94% eran de otras razas y el 3.15% pertenecían a dos o más razas. Del total de la población el 16.93% eran hispanos o latinos de cualquier raza.